# Dalmau de Montoliu
Dalmau de Montoliu (mort a Tarragona, el 29 d'agost de 1306, o segons algunes fonts el 29 de setembre de 1306) va ser un bisbe.
Era degà i oficial de la Catedral de Tarragona quan fou elegit bisbe el 20 de juliol de 1306. Va arribar a obtenir l'elecció i també la confirmació canònica. Malgrat tot, no va prendre possessió del seu càrrec, ja que va morir abans. Està enterrat a la capella dels Bastaixos de la catedral tarragonina.